# Дуги Рат
Дуги Рат је насељено место и седиште општине у Сплитско-далматинској жупанији, Република Хрватска.

## Историја
До територијалне реорганизације у Хрватској налазио се у саставу старе општине Омиш.

## Становништво
На попису становништва 2011. године, општина Дуги Рат је имала 7.092 становника, од чега у самом Дугом Рату 3.442.

### Општина Дуги Рат
| Број становника по пописима | Број становника по пописима | Број становника по пописима | Број становника по пописима | Број становника по пописима | Број становника по пописима | Број становника по пописима | Број становника по пописима | Број становника по пописима | Број становника по пописима | Број становника по пописима | Број становника по пописима | Број становника по пописима | Број становника по пописима | Број становника по пописима | Број становника по пописима |
| --------------------------- | --------------------------- | --------------------------- | --------------------------- | --------------------------- | --------------------------- | --------------------------- | --------------------------- | --------------------------- | --------------------------- | --------------------------- | --------------------------- | --------------------------- | --------------------------- | --------------------------- | --------------------------- |
| 1857                        | 1869                        | 1880                        | 1890                        | 1900                        | 1910                        | 1921                        | 1931                        | 1948                        | 1953                        | 1961                        | 1971                        | 1981                        | 1991                        | 2001                        | 2011                        |
| 825                         | 1.050                       | 1.050                       | 1.212                       | 1.462                       | 1.633                       | 1.660                       | 2.433                       | 2.401                       | 2.646                       | 3.170                       | 3.683                       | 4.920                       | 6.544                       | 7.305                       | 7.092                       |

Напомена: Настала из старе општине Омиш. У 1991. део података садржан је у граду Омишу.

### Дуги Рат (насељено место)
| Број становника по пописима | Број становника по пописима | Број становника по пописима | Број становника по пописима | Број становника по пописима | Број становника по пописима | Број становника по пописима | Број становника по пописима | Број становника по пописима | Број становника по пописима | Број становника по пописима | Број становника по пописима | Број становника по пописима | Број становника по пописима | Број становника по пописима | Број становника по пописима |
| --------------------------- | --------------------------- | --------------------------- | --------------------------- | --------------------------- | --------------------------- | --------------------------- | --------------------------- | --------------------------- | --------------------------- | --------------------------- | --------------------------- | --------------------------- | --------------------------- | --------------------------- | --------------------------- |
| 1857                        | 1869                        | 1880                        | 1890                        | 1900                        | 1910                        | 1921                        | 1931                        | 1948                        | 1953                        | 1961                        | 1971                        | 1981                        | 1991                        | 2001                        | 2011                        |
| 0                           | 0                           | 8                           | 6                           | 39                          | 48                          | 0                           | 310                         | 603                         | 723                         | 1.240                       | 1.644                       | 2.723                       | 3.164                       | 3.507                       | 3.442                       |

Напомена: Исказује се од 1931. Те године исказано као део насеља. Подаци исказани за раније године односе се на делове насеља. У 1991. смањено за део подручја насеља који је припојен насељу Дуће, за које и садржи део података од 1880. до 1910. и од 1948. до 1961. У 1857, 1869. и 1921. подаци су садржани у насељу Јесенице, као и део података у 1931.

### Попис1991.
На попису становништва 1991. године, насељено место Дуги Рат је имало 3.164 становника, следећег националног састава:
| Попис 1991.‍   | Попис 1991.‍  | Попис 1991.‍ | Попис 1991.‍ | Попис 1991.‍ |
| ------------- | ------------ | ----------- | ----------- | ----------- |
|               |              |             |             |             |
| Хрвати        | Хрвати       |             | 3.071       | 97,06%      |
| Југословени   | Југословени  |             | 20          | 0,63%       |
| Муслимани     | Муслимани    |             | 14          | 0,44%       |
| Срби          | Срби         |             | 13          | 0,41%       |
| Црногорци     | Црногорци    |             | 6           | 0,18%       |
| Словенци      | Словенци     |             | 5           | 0,15%       |
| Чеси          | Чеси         |             | 4           | 0,12%       |
| Албанци       | Албанци      |             | 2           | 0,06%       |
| Македонци     | Македонци    |             | 1           | 0,03%       |
| Немци         | Немци        |             | 1           | 0,03%       |
| Румуни        | Румуни       |             | 1           | 0,03%       |
| Словаци       | Словаци      |             | 1           | 0,03%       |
| остали        | остали       |             | 1           | 0,03%       |
| неопредељени  | неопредељени |             | 7           | 0,22%       |
| регион. опр.  | регион. опр. |             | 6           | 0,18%       |
| непознато     | непознато    |             | 11          | 0,34%       |
| укупно: 3.164 |              |             |             |             |